# À fond la fac
Pour les articles homonymes, voir À fond et Back to School.
Pour plus de détails, voir Fiche technique et Distribution.
À fond la fac ou  Retour à l’école au Québec (Back to School en VO) est un film américain réalisé par Alan Metter et sorti en 1986.

## Synopsis
Thornton Melon est un riche entrepreneur qui n'a pas fait beaucoup d'études. Pour aider son fils Jason qui est sur le point d'abandonner ses études, il s'inscrit à l'université. Thornton compte initialement sur sa fortune pour réussir ses examens mais il va découvrir que l'éducation ne peut pas s'acheter.

## Fiche technique
- Titre original : Back to School
- Titre français : À fond la fac
- Titre québécois : Retour à l'école
- Réalisation : Alan Metter
- Scénario : Steven Kampmann, Will Porter, Peter Torokvei et Harold Ramis
- Décors : David L. Snyder
- Costumes : Durinda Wood
- Photographie : Thomas E. Ackerman
- Montage : David Rawlins
- Musique : Danny Elfman
- Production : Chuck Russell
- Sociétés de production : Paper Clip Productions
- Société de distribution : Orion Pictures (États-Unis), 20th Century Fox (France)
- Pays d'origine :  États-Unis
- Langue : anglais
- Format : Couleur et noir et blanc - 35 mm - 1,37:1 - son Dolby
- Genre : Comédie
- Durée : 96 minutes
- Dates de sortie : 
  - États-Unis : 13 juin 1986
  - France : 4 mars 1987

## Distribution
- Rodney Dangerfield (VF : William Sabatier) : Thornton Melon
  - Jason Hervey (VF : Fabrice Josso) : Thornton Melon (jeune)
- Sally Kellerman (VF : Perrette Pradier) : Dr Diane Turner
- Burt Young (VF : Jacques Deschamps) : Lou
- Keith Gordon : Jason Melon
- Robert Downey Jr. (VF : William Coryn) : Derek Lutz
- Paxton Whitehead (VF : Mike Marshall) : Dr Phillip Barbay
- Sam Kinison (en) (VF : Jean-Luc Kayser) : Prof. Terguson
- Terry Farrell (VF : Virginie Ledieu) : Valerie Desmond
- M. Emmet Walsh (VF : Henry Djanik) : Coach Turnbull
- Adrienne Barbeau (VF : Nicole Favart) : Vanessa Melon
- William Zabka (VF : Jérôme Rebbot) : Chas Osborne
- Ned Beatty (VF : Jacques Ferrière) : recteur David Martin
- Severn Darden (VF : Antoine Marin) : Dr Borozini
- Boris Aplon (VF : René Bériard) : Tony Meloni
- Robert Picardo : Giorgio
- Kurt Vonnegut : lui-même
- Edie McClurg : Marge Sweetwater
- Leah Remini : Lara Campbell

## Accueil
Le film a été un succès commercial aux États-Unis, rapportant plus de 91 000 000 $ au box-office dans ce pays.
Il recueille 84 % de critiques favorables, avec une note moyenne de 6,9/10 et sur la base de 31 critiques collectées, sur le site Rotten Tomatoes.

## Autour du film
La dédicace après le générique de fin « Pour Estelle. Merci pour tout » fait référence à Estelle Endler, l'une des productrices exécutives du film, morte pendant le tournage. Elle fut également l'agent de Dangerfield et l'aida à entrer dans le circuit du cinéma avec des films comme Le Golf en folie (1980).